# سرگی اولشانسکی
سرگی اولشانسکی (روسی: Серге́й Петрович Ольшанский؛ زادهٔ ۲۸ مهٔ ۱۹۴۸) بازیکن و مربی فوتبال اهل اتحاد جماهیر شوروی سوسیالیستی بود.
از باشگاه‌هایی که در آن بازی کرده‌است می‌توان به باشگاه فوتبال زسکا مسکو، باشگاه فوتبال زسکا خاباروفسک، باشگاه فوتبال نیکا مسکو، و باشگاه فوتبال اسپارتاک مسکو اشاره کرد.
وی همچنین در تیم ملی فوتبال شوروی بازی کرده‌است.